# NGC 336

NGC 336

إن جي سي 336 (بالإنجليزية: NGC 336)‏ التي يرمز لها بالرمز NGC 336، هي مجرة، في كوكبة قيطس.

## الاكتشاف
اكتشفت في 1886، بواسطة Francis Preserved Leavenworth.